# Liste des évêques de Conversano-Monopoli
Liste des évêques de Conversano, des évêques de Monopoli puis des évêques de Conversano-Monopoli.

## Évêques de Conversano
- Simplicio ? (vers 487-492)
- Ilario ? (mentionné en 501)
- Gerico ? (mentionné en 733)
- Simparide ? (mentionné en 754)
- Leone I (1081-1096)
- Sassone (mentionné en 1118)
- Ruggero (mentionné en 1145)
- Leone II (mentionné en 1153)
- Cafisio (1179-1180)
- Guglielmo I (1188-1202)
- Anonyme (mentionné en 1207)
- Anonyme (mentionné en 1210)
- Concilio (1212-1231)
- Anonyme (mentionné en 1260)
- Stefano I ,O.Cist (1267-1274)
- Giovanni de Cropis (Ramari) (1281-1291)
- Amando (mentionné en 1291)
- Giovanni II (mentionné en 1301)
- Anonyme (mentionné en 1307)
- Guglielmo II (1318-1321)
- Pietro Baccario (1335-1342)
- Giovanni IV (1343-1347)
- Stefano II (1351- ?)
- Pietro d'Itri (1356-1379)
- Amico (ou Antonio) (mentionné en 1383)
- Pietro III (mentionné en 1385)
  - Guglielmo ? (antiévêque)
  - Angelo, O.F.M (1393-1404) antiévêque
- Giacomo (? -1399 nommé évêque du diocèse de Guardialfiera (it)
- Francesco (? )
- Stefano Alfano (1403-1423)
- Antonio Domininardi (1423-1432)
  - Marino Orsini (1432-1437) administrateur apostolique
- Andrea de Veroli (1437-1439) nommé évêque de Boiano
- Donato Bottini, O.E.S.A (1439-1448) nommé évêque de Valva et Sulmona
- Pietro di Migolla, O.F.M (1448-1464)
- Paolo de Turculis (1465-1482)
- Sulpicio Acquaviva d'Aragona (1483-1494)
- Vincenzo Pistacchio (1494-1499) nommé évêque de Bitetto
- Donato Acquaviva d'Aragona (1499-1528)
  - Antonio Sanseverino (1529-1534) administrateur apostolique
- Giacomo Antonio Carrozza (1534-1560)
- Giovanni Francesco Lottini (1560-1561)
- Romolo de Valentibus (1561-1579)
- Francesco Maria Sforza (1579-1605)
- Pietro Capullio, O.F.M.Conv (1605-1625)
- Vincenzo Martinelli, O.P (1625-1632) nommé évêque de Venafro
- Antonio Brunachio (1632-1638)
- Agostino Ferentillo (1638-1641)
- Pietro Paolo Bonsi (1642-1656)
- Giuseppe Palermo (1658-1670) nommé archevêque de Santa Severina
- Giovanni Stefano Sanarica (1671-1680)
- Andrea Brancaccio (1681-1701 nommé archevêque de Cosenza
- Filippo Meda (1702-1733)
- Giovanni Macario Valenti (1733-1744)
- Filippo Felice del Prete (1744-1751)
- Michele di Tarsia, P.O. (1752-1772)
- Fabio Palumbo, C.R (1772-1784)
  - siège vacant (1784-1792)
- Nicola Vecchi (1792-1797 nommé évêque de Teano
- Gennaro Carelli (1797-1818)
- Nicola Carelli (1820-1826)
- Giovanni De Simone (1826-1847)
- Giovanni Maria Mucedola (1848-1865)
  - siège vacant (1865-1872)
- Salvatore Silvestris, C.SS.R (1872-1879)
- Augusto Antonino Vicentini (1879-1881) nommé archevêque d'Aquila
- Casimiro Gennari (1881-1897) nommé archevêque titulaire de Naupacte (de)
- Antonio Lamberti (1897-1917)
- Domenico Lancellotti (1918-1930)
- Domenico Argnani (1931-1935) nommé évêque de Macerata et Tolentino
- Gregorio Falconieri (1935-1964)
  - siège vacant (1964-1970)
- Antonio D'Erchia (1970-1986) nommé évêque Conversano-Monopoli

## Évêques de Monopoli
- Leone I (1031-1037)
- Deodato (mentionné en 1062)
- Smaragdo (mentionné en 1065)
- Pietro (mentionné en 1071)
- Romualdo (1076-1118)
- Nicolò I (1118-1144)
- Leone II (mentionné en 1147)
- Michele (1147-1176)
- Stefano (1176-1187)
- Pagano (1191-1201)
- Guglielmo I (mentionné en 1202)
- Anonyme (mentionné en 1207)
- Anonyme (mentionné en 1215 et 1216)
- Matteo (1218-1225)
- Anonyme (mentionné comme "évêque élu" le 14 décembre 1226)
- Giovanni I (mentionné en 1231)
- Guglielmo II (mentionné comme "évêque élu" le 30 mars 1238)
  - siège vacant (1239-1240)
- Anonyme (mentionné comme "évêque élu" le 29 février 1240)
- Guglielmo III (1256-1273)
  - siège vacant (1275-1282)
- Pasquale I (1282-1286)
- Pietro Saraceno, O.P (1286-1287) nommé évêque de Vicenza
- Roberto (1288-1309)
- Nicolò Buccafingo (1309-1311)
- Francesco I (1312-1316)
- Pasquale Brigantino (1317-1339)
- Dionigi De' Roberti, O.S.A (1340-1342)
- Marco di Leone de Arcade, O.F.M (1342- ?)
- Pietro de Oriello (1362- ?)
- Giovanni da Gallinaro, O.F.M. (1373-1382) nommé évêque de Tricarico
  - Giovanni di Pietramala (1382) antiévêque
- Francesco Carbone, O.Cist (1382-1384)
- Pietro V Caffarino (1385-1391)
- Jacopo Palladini (1391-1400) nommé archevêque de Taranto
- Marco da Teramo (1400-1404) nommé évêque de Bertinoro
- Urso de Afflicto (1404-1405)
- Oddo Mormile (1405-1413)
- Giosuè Mormile (1413-1430) nommé évêque de Sant'Agata de' Goti
- Pietro Orso, O.P. (1430-1437) nommé archevêque de Brindisi e Oria
- Antonio del Piede (1437- ?)
- Alessandro Manfredi (1456-1484)
- Urbano de Caragnano (1484-1508)
- Michele Claudio (1508- ?)
- Teodoro de Piis, O.F.M (1513-1544)
- Ottaviano Preconio, O.F.M.Conv (1546-1561) nommé évêque d'Ariano Irpino
- Fabio Pignatelli (1561-1568)
  - siège vacant (1568-1572)
- Alfonso Álvarez Guerrero (1572-1577)
- Alfonso Porzio (1577-1598)
- Juan López, O.P (1598-1608)
- Giovanni Giacomo Macedonio (1608-1624)
  - siège vacant (1624-1627)
- Giulio Masi (1627-1637)
  - siège vacant (1637-1640)
- Francesco Sorgente, C.R (1640-1651)
  - siège vacant (1651-1654)
- Benito Sánchez de Herrera (1654-1664) nommé évêque de Pouzzoles
- Giuseppe Cavalieri (1664-1696)
- Carlo Tilly (1697-1698)
- Gaetano de Andrea, C.R (1698-1702)
- Alfonso Francesco Dominguez, O.E.S.A (1704-1706)
- Nicolò Centomani (1707-1722)
- Giulio Sacchi (1724-1738)
- Francesco Iorio (1738-1754)
- Ciro de Alteriis (1754-1761 nommé évêque d'Acerra
- Giuseppe Cacace (1761-1778)
- Domenico Russo (1780-1782)
  - siège vacant (1782-1785)
- Raimondo Fusco, O.F.M.Conv (1785-1804)
- Lorenzo Villani (1805-1823)
- Michele Palmieri (1824-1842)
- Luigi Giamporcaro (1844-1854)
- Francesco Pedicini (1855-1858) nommé archevêque de Bari et Canosa
- Luigi Riccio (1859-1860) nommé évêque de Caiazzo
- Federico Tolinieri (1860-1869)
- Antonio Dalena (1871-1883)
- Carlo Caputo (1883-1886) nommé évêque d'Aversa
- Francesco d'Albore (1886-1901)
- Francesco Di Costanzo (1902-1912)
- Nicola Monterisi (1913-1919) nommé archevêque de Chieti
- Agostino Migliore (1920-1925)
- Antonio Melomo (1927-1940) nommé archevêque de Conza-Sant'Angelo dei Lombardi-Bisaccia
- Gustavo Bianchi (1941-1951)
- Carlo Ferrari (1952-1967) nommé évêque de Mantoue
- Antonio D'Erchia (1967-1986 nommé évêque de Conversano-Monopoli

## Évêques de Conversano-Monopoli
- Antonio D'Erchia (1986-1987)
- Domenico Padovano (1987-2016)
- Giuseppe Favale (2016-    )